# Flying Foam Passage
Flying Foam Passage är ett sund i Australien. Det ligger i delstaten Western Australia, omkring 1 300 kilometer norr om delstatshuvudstaden Perth.